# Another Day (Dream Theater)
Another Day è un singolo del gruppo musicale statunitense Dream Theater, pubblicato il 1º luglio 1993 come secondo estratto dal secondo album in studio Images and Words.

## Descrizione
Seconda traccia dell'album, il testo di Another Day è stato interamente scritto dal chitarrista John Petrucci e fa riferimento alla lotta del padre contro il cancro. Ha partecipato al brano, al sassofono, Jay Beckenstein degli Spyro Gyra.

## Tracce
CD promozionale (Stati Uniti)
1. Another Day (Album Version) – 4:22 (testo: John Petrucci – musica: Dream Theater)

CD singolo (Europa)
1. Another Day (Album Version) – 4:22 (testo: John Petrucci – musica: Dream Theater)
2. A Fortune In Lies (Live) – 5:10 (testo: John Petrucci – musica: Dream Theater)
3. Another Day (Live) – 4:25 (testo: John Petrucci – musica: Dream Theater)

MC (Stati Uniti)
1. Another Day (LP Version) – 4:22 (testo: John Petrucci – musica: Dream Theater)
2. Under a Glass Moon (LP Version) – 7:02 (testo: John Petrucci – musica: Dream Theater)

## Formazione
Gruppo
- James LaBrie – voce, cori
- Kevin Moore – tastiera
- John Myung – basso
- John Petrucci – chitarra
- Mike Portnoy – batteria, percussioni

Altri musicisti
- Jay Beckenstein – sassofono soprano

Produzione
- David Prater – produzione, missaggio
- Doug Oberkircher – ingegneria del suono, missaggio
- Steve Regina – assistenza all'ingegneria del suono
- Ted Jensen – mastering
- Larry Freemantle – direzione artistica
- Dan Muro – fotografia

## Classifiche
| Classifica (1993)             | Posizione massima |
| ----------------------------- | ----------------- |
| Stati Uniti (mainstream rock) | 22                |